# شريك المهري
شريك بن شيخ المهري شجاع من الأشراف. كان مقيماً في بخارى حين قامت الدولة العباسية، فكان من المؤدين لها أول الأمر، لكنه كره سياسة سفك الدماء التي نفذها أبو مسلم الخراساني، وعارضها صراحة، وأيده حوالي ثلاثين ألف رجل، فكان أن أرسل له أبو مسلم جيشاً قاتله إلى أن قُتل.
هناك تشابه بين قصته، وبين قصة زياد الحارثي الذي اشترك مع أبي مسلم في قمع ثورة شريك.